# The Hangover Part III
The Hangover: Part III (estilizada como Resacón 3 en España y ¿Qué pasó ayer? Parte 3 en Hispanoamérica) es una película del año 2013 dirigida por Todd Phillips y protagonizada por Bradley Cooper, Ed Helms, Zach Galifianakis y Justin Bartha. La película es la secuela de The Hangover Part II y es la última película de la franquicia The Hangover. Se estrenó el 23 de mayo de 2013 en los Estados Unidos. Fue nominada a un Premios Razzie como peor precuela, secuela o remake.

## Argumento
Dos años después de ser arrestado en Bangkok, Leslie Chow (Ken Jeong) aprovecha un motín que los prisioneros hacen y se escapa (ya que los policías estaban enfrentándose a los presos). Semanas después, Alan Garner (Zach Galifianakis) compra una jirafa y emocionado la lleva en autopista, asombrando a todos los automovilistas de la carretera, pero accidentalmente la decapita ya que el auto de Alan pasó por debajo de un puente a una altura menor del cuello de animal y Alan no se da cuenta de ello por estar distraído y festejando por su jirafa, la cabeza de la jirafa choca directo hacia un vidrio de un auto y este pierde el control y provoca un brutal accidente de tráfico. El padre de Alan (Jeffrey Tambor), se enfurece con él por todo lo que ha hecho sumado a este hecho y durante su episodio de furia sufre un ataque al corazón que le causa la muerte, a pesar de que la madre de Alan le pide ayuda el no escuchó nada (debido a que, tras el enojo de su padre, empezó a escuchar música con los audífonos puestos).  Phillip "Phil" Wenneck (Bradley Cooper), Stuart "Stu" Price (Ed Helms) y Doug Billings (Justin Bartha) asisten al funeral del padre de Alan. Estos ven el estado mental de Alan y deciden llevarlo a rehabilitación, Alan acepta, pero solo si sus amigos van con él.
Mientras conducen hacia el centro de rehabilitación, estos inmediatamente son atacados por un camión que comienza a embestirlos hasta sacarlos de la carretera, en donde unos hombres con máscaras de cerdo salen del camión y los secuestran, posteriormente los 4 son llevados ante un mafioso llamado Marshall (John Goodman) el cual fue quien les ordenó a los secuestradores que los trajeran ante él. Marshall les dice que hace 4 años, unas semanas después de los acontecimientos que tuvieron el grupo en Las Vegas, Marshall se había enterado de que un jeque iba a venir desde Abu Dabi el cual estaba buscando hacer unas inversiones medio ilegales y había traído a sus 2 esposas y 42 millones de dólares en lingotes de oro, y para él era un golpe sencillo y robaron todo el oro en 2 camionetas, donde cada una llevaba 21 millones en oro, sin embargo ambas camionetas se separaron y este menciona que una de las camionetas logró volver, pero la otra por otro lado había sido interceptada por Leslie Chow, quien en ese momento estaba disfrazado como un policía y le robó los otros 21 millones de dólares en lingotes de oro, posteriormente les explica que estuvo buscando a Chow por todas partes para tratar de recuperar su oro, pero no consiguió ninguna respuesta de su paradero, hasta que hace 2 años escucho que había sido encarcelado en Bangkok por la Interpol y que después de eso Marshall fue a visitarlo a la prisión e intentó negociar con él para recuperar los lingotes pero Chow se negó a hablar con él, ante esta negación Marshall supuso que Chow no tenía ningún contacto con nadie en el exterior, excepto por Alan, por lo que creyó que si Alan lo convencía de decirle donde estaba sus lingotes de oro podría recuperarlos. Además de lo anterior mencionado, Marshall también deduce que todo el grupo tienen algo en común, que cada uno de ellos a estado en contacto con Chow en más de una ocasión y suponen que solo ellos podrán encontrarlo, también les anuncia que hace 5 semanas Chow se fugó de la cárcel y que el mismo había abordado un carguero que se dirigía hacia la costa oeste y le exige saber a Alan en donde esta, pero este menciona que no había hablado con Chow en meses y que tampoco sabe donde se encuentra ahora. Sin más remedio, Marshall y el Doug negro (Mike Epps) secuestran a Doug y les menciona a los otros chicos que el será su garantía y que tienen un lapso de tres días para encontrar a Chow, de lo contrario matarán a Doug y si van con la policía también lo matarán.
Alan recibe en el móvil un extraño correo electrónico de Chow y que dice que deben encontrarse con él en Tijuana, México. Stu y Phil intentan drogar a Chow para entregárselo a Marshall, pero Chow descubre que intentaron drogarlo y Stu, Alan y Phil confiesan que están trabajando para Marshall y que si no le entregaba los lingotes de oro robados a Marshall, Doug moriría. Chow se compromete a recuperar el oro y les dice a los chicos que el oro está en el sótano de su casa mexicana. Stu, Alan y Phil van con Chow y recuperan con éxito el oro, pero Chow los traiciona y no sólo huye con el oro sino que además entrega a Stu, Alan y a Phil a la policía. En la estación de policía son llevados a la casa de Marshall, quien está muy furioso con los 3 debido a que la casa mexicana en la que estos entraron resultó ser que era suya y no de Chow y que el oro que Chow se llevó de la casa mexicana era el que ya tenía, no era el oro robado.
Ante tal situación por el robo de la otra mitad del oro y por el hecho de que Chow le mato a sus perros rompiéndoles el cuello cuando se fue y por el hecho de destrozar su casa, Marshall admite que alguien tendrá que pagar las consecuencias, por lo que este le dispara al Doug Negro, matándolo y su cuerpo cae en una piscina, en donde este le menciona que su jefe de seguridad (ósea el Doug Negro) no pudo detener a tres idiotas y a un chino con un par de alicates, mientras que el trío se asusta tras el asesinato, en donde producto de esto Alan termina orinándose en los pantalones y Marshall se apiada de él y le pide a uno de su secuaces traerle unos pantalones limpios ante tal situación vergonzosa, también le menciona al grupo les quedan dos días para encontrar a Chow de nuevo o de lo contrario si matara a Doug esta vez, también les presta a los chicos su limusina para que les sea más fácil atraparlo. Los chicos rastrean el móvil de Phil y descubren que está al lado de una casa de empeños en Las Vegas, ellos van allí y entran en la tienda de empeños. La dueña de la casa de empeños, Cassie (Melissa McCarthy), les dice que Chow se gastó un ligote de oro cuando vino a su tienda y no sabe a donde fue después. El trío se dirige a la casa de Jade (Heather Graham) (quien ahora está casada con un médico especialista en cirugía plástica y esta embarazada de este último, además de que abandono su antiguo trabajo de estríper), mientras Alan va a ver al hijo de Jade y juegan un rato, Jade, tras una llamada que le hizo a una excompañera, se entera de que Chow se encuentra en la suite del Penthouse del hotel Caesars Palace, antes de irse, Alan le regala sus gafas a Tyler (aunque a este lo llama Carlos debido a que cuando lo encontró en el hotel, en la primera película, le puso así al no saber su nombre real hasta cuando se lo entregó a Jade, su madre, que se enteró de que se llamaba Tyler, pero este se acostumbró a llamarlo Carlos) y se despide. Stu, Alan y Phil se dirigen al Caesars Palace y desde la entrada localizan la suite de Chow. Stu se queda junto a la limusina mientras que Phil y Alan suben por Chow. Como no pueden entrar en la puerta principal de la suite, ya que estaba muy vigilada por guardaespaldas, Phil y Alan suben a la azotea y utilizando un montón de sábanas enrolladas bajan de uno en uno al balcón y entran en la suite, pero Chow ya sabía que irían por él y se tira por el balcón en paracaídas. Stu que estaba en la entrada del hotel esperando junto a la limusina, ve a Chow en el paracaídas y decide seguirlo en la limusina. Phil y Alan recogen el oro que estaba en la suite mientras Stu persigue el paracaídas de Chow. El paracaídas cae encima de la limusina en la que estaba Stu provocando que Chow se caiga al suelo. Stu recoge a Chow del suelo y lo mete en el maletero de la limusina para llevárselo a Marshall. Horas más tarde Stu, Alan y Phil van conduciendo al punto de encuentro para reunirse con Marshall, sin embargo Chow trata de convencer al trío que lo dejen ir y se repartirían el resto del oro, ya que sabe que Marshall va a matarlo, pero el grupo se niega y le exigen saber en donde esta la otra mitad del oro que le robo a Marshall, a lo que Chow les responde que ya se lo acabó todo, ya que este se gastó los primeros 21 millones en Bangkok y que por eso robó la otra mitad del oro. 
Los chicos le entregan el oro a Marshall y les dicen que Chow está dentro del maletero de la limusina. Marshall libera a Doug y dispara varias veces al maletero, pensando que había matado a Chow, pero sorprendentemente cuando Marshall se disponía a matarlos (ya que cuando iba a ver el cadáver de Chow en el maletero, no lo encontró y este pensó que estos no trajeron a Chow y lo engañaron), Chow aparece sorpresivamente detrás de la limusina y le dispara por la espalda a Marshall y a su guardia, matándolos a ambos. Tras matarlo, Chow rápidamente se baja de la limusina armado con una pistola e intenta dispararles a Phil, Alan, Stu y Doug en represalias por lo que le hicieron, sin embargo Alan trata de convencerlo de que no lo haga, hasta que finalmente Chow se tranquiliza y les menciona al grupo que por esta vez les perdonara la vida, ya que al menos uno de estos aun seguía siendo su amigo y dejó que este se defendiera de Marshall, ante esto Phil le pregunta a Alan como Chow logró salir del maletero sin que el grupo lo notaran y resulta que Alan deliberadamente abrió el asiento trasero de la limusina para que este pudiera salir y le dejó el arma a Chow, momentos después Chow mete el cadáver de Marshall y su guardia en el maletero de la limusina y le entrega a Alan un lingote de oro como agradecimiento, sin embargo Alan decide no aceptarlo y tristemente termina su amistad con Chow por todos los acontecimientos que han pasado y el grupo finalmente se despiden de Chow y deciden volver a casa, sin embargo y para sorpresa del grupo Alan decide que quiere volver a la tienda de empeños ya que le gusta Cassie y quiere conseguir una cita con ella, por lo que estos deciden dejar que Alan vaya a la tienda de empeños y logra su objetivo con ella. 
Seis meses más tarde, Alan y Cassie se casan mientras recuerdan todos los mejores momentos de sus aventuras. A la mañana siguiente, en una habitación del Caesars Palace, se ve una ametralladora, una habitación destruida y una motocicleta en el bar. Alan, Cassie, Phil y Stu se despiertan, aturdidos y confusos, Phil despierta con un traje de vestido de novia y Stu despierta con implantes mamarios. Los chicos descubren que el pastel de bodas era un regalo de Chow, quien aparece en la habitación de a lado desnudo y con una katana, diciendo que tuvieron otra noche loca, y el mono de su aventura en Bangkok, ataca a Stu.

## Producción
En mayo de 2011, días antes del lanzamiento de The Hangover Part II, el director Todd Phillips dijo que "ya hay planes para una tercera película pero no hay guión ni fecha de inicio".Sobre la posibilidad de The Hangover Part III, declaró Phillips, "Si tuviéramos que hacer una tercera, si la audiencia, si el deseo estuviera allí, creo que tenemos una idea muy clara de hacia dónde se dirigirá eso. Ciertamente no sigue el mismo patrón que han visto estas películas. La tercera sería en gran medida un final y un desenlace. Lo máximo que podría decir al respecto, lo que está en mi cabeza, y no lo he hablado con estos actores, es que no sigue ese patrón, sino que es una idea muy nueva. En cuanto a dónde se desarrolla, dije que estoy muy abierto, como el comité olímpico, a que me presenten ciudades, que me lleven de un lado a otro con vino y mujeres y que me sobornen. Luego tomaré mi decisión". También durante mayo, Craig Mazin, quien coescribió "The Hangover Part II", inició las primeras conversaciones para escribir el guion de la tercera entrega.
En diciembre de 2011, Bradley Cooper apareció en The Graham Norton Show para promocionar el lanzamiento en DVD y Blu-ray de The Hangover Part II, donde declaró que "espera" que 'The Hangover Part III' comenzará a rodarse en septiembre de 2012, y también afirmó que Todd Phillips está trabajando en el guion. En enero de 2012, se informó que las estrellas Bradley Cooper, Zach Galifianakis y Ed Helms estaban cerca de acuerdos para repetir sus papeles en la tercera entrega y cada uno recibió $ 15 millones (contra el backend). por su participación.En febrero de 2012, Mike Tyson declaró que regresaría en la tercera película,aunque más tarde le dijo a TMZ que "No tengo idea de lo que está pasando. No estoy en este."

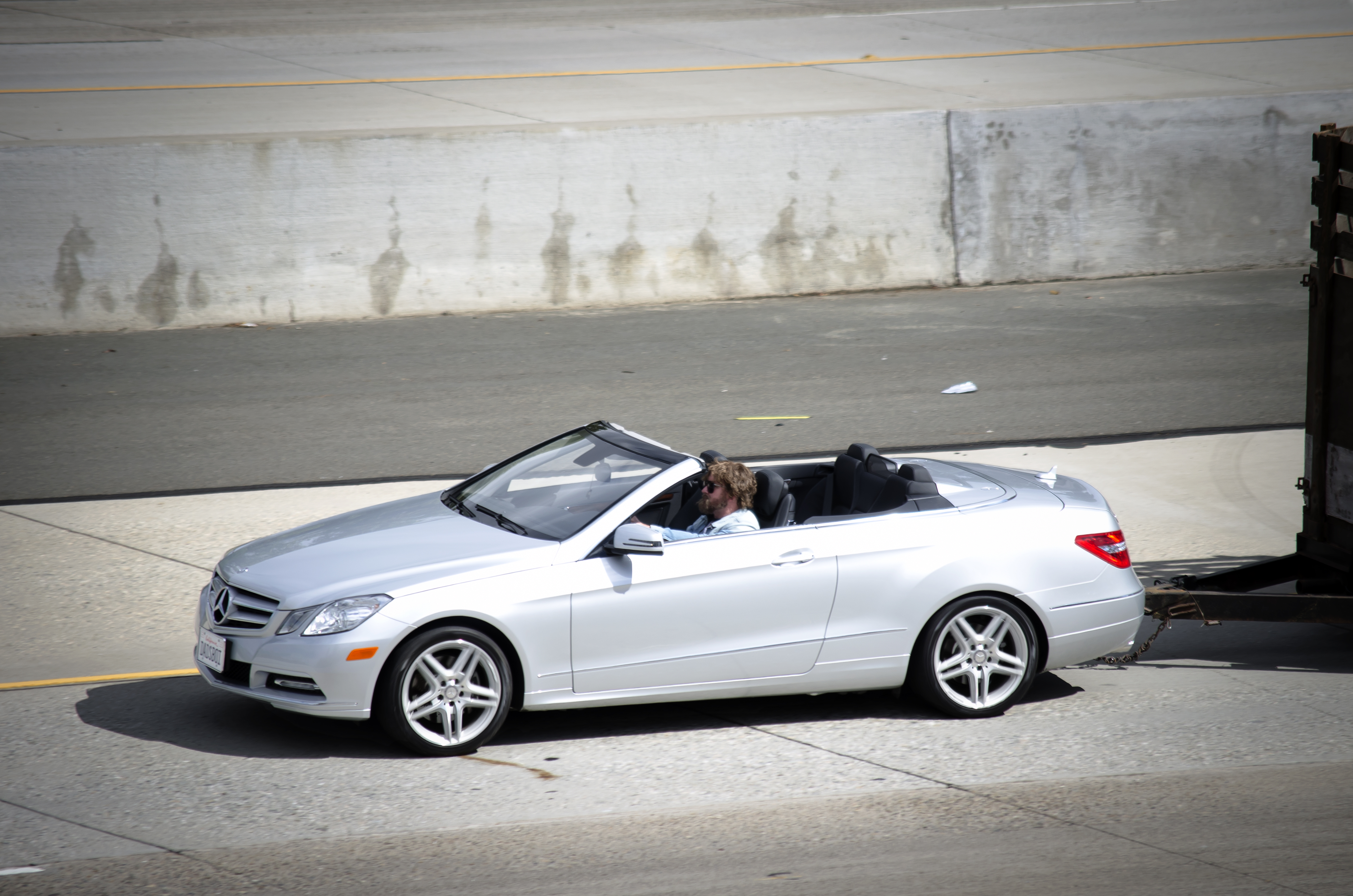
Zach Galifianakis conduce en sentido contrario en la Ruta Estatal de California 73 Mercedes-Benz E350 durante el rodaje en octubre de 2012.

En julio de 2012, Ken Jeong firmó para regresar en un rol significativamente ampliado.La semana siguiente, Mike Epps entró en negociaciones para repetir su papel de Black Doug. En agosto de 2012, se informó que Heather Graham volvería para interpretar a Jade, la estríper. Unos días más tarde, Sasha Barrese fue contratada para repetir su papel como la esposa de Doug, Tracy.En agosto, John Goodman comenzó a hablar para unirse al elenco en un pequeño papel, luego descrito como un antagonista en la misma línea que el personaje de Paul Giamatti en la "Parte II".En septiembre de 2012, Justin Bartha dijo que había firmado para regresar en la secuela.
La Fotografía principal comenzó el lunes 10 de septiembre de 2012 en Los Ángeles. La semana siguiente, Melissa McCarthy entró en negociaciones para unirse al elenco en un papel pequeño y Lela Loren fue elegida como oficial de policía. El 8 de octubre de 2012, la producción se trasladó a Nogales, Arizona, que se duplicó como Tijuana en la película.El 20 y 21 de octubre, un tramo de California State Route 73, una carretera de peaje en el condado de Orange se cerró para la filmación.A fin de mes, la producción se trasladó a Las Vegas durante varias semanas de filmación.La fotografía principal concluyó en Las Vegas el viernes 16 de noviembre de 2012.

## Recepción
La película tuvo críticas negativas por parte de los críticos pero positivas por parte de la audiencia general.
La película tiene un índice de aprobación del 21% en el sitio web Rotten Tomatoes, basado en una suma de 170 opiniones con una nota media de 4,0/10 el consenso de la página web dice:. "Tiene menos comedia que un thriller oscuro de acción, The Hangover Part III se aparta de la fórmula de la falta de memoria de la serie, pero no ofrece nada convincente en su lugar". Metacritic, que utiliza una media ponderada, asignó una puntuación de 30%, basado en los comentarios de los críticos de cine. Encuestas de audiencia realizados por CinemaScore dio a la película una calificación de 'B'.
Por el contrario, Christy Lemire, de Associated Press dio a la película una crítica positiva, escribiendo, "The Hangover Part III, que se ejecuta otro tipo de riesgo al ir a lugares más oscuros y más peligroso que sus predecesores, tanto artística como emocionalmente. Se atreve a alienar la propia audiencia que hizo The Hangover la más taquillera comedia de clasificación R de todos los tiempos ".

## Reparto
- Bradley Cooper como Phillip "Phill" Wenneck.
- Ed Helms como Stuart "Stu" Price.
- Zach Galifianakis como Alan Garner.
- Justin Bartha como Doug Billings.
- Ken Jeong como Leslie Chow.[22]
- Heather Graham como Jade.[23]
- Jeffrey Tambor como Sid Garner.
- Gillian Vigman como Stephanie Wenneck.
- Sasha Barrese como Tracey Billings.
- Jamie Chung como Lauren Price.
- John Goodman como Marshall.
- Mike Epps como el Doug Negro.
- Melissa McCarthy como Cassandra "Cassie".[24][25]
- Grant Holmquist como Tyler.

## Clasificación por edades
| País           | Calificación                                                                    |
| -------------- | ------------------------------------------------------------------------------- |
| Alemania       | 12                                                                              |
| Argentina      | 16                                                                              |
| Australia      | MA15+                                                                           |
| Canadá         | 13+ (Quebec) 14 (Nueva Escocia) 14A (Alberta/British Columbia/Manitoba/Ontario) |
| Brasil         | 14                                                                              |
| Chile          | 14                                                                              |
| España         | 16 (NRM13)                                                                      |
| Estados Unidos | R                                                                               |
| Filipinas      | R-13                                                                            |
| Finlandia      | K-12                                                                            |
| Hong Kong      | IIB                                                                             |

| País          | Calificación |
| ------------- | ------------ |
| Portugal      | M/12         |
| Italia        | T            |
| Islandia      | 14           |
| Noruega       | 11           |
| Nueva Zelanda | R16          |
| Países Bajos  | 12           |
| Perú          | 14           |
| Reino Unido   | 15           |
| Singapur      | M18          |
| Suecia        | 11           |
| Venezuela     | B            |
| Puerto Rico   | PG-13        |
| México        | B15          |
| Japón         | PG-12        |